# Transformers: Universe (игра)
Transformers: Universe (с англ. — «Трансформеры: Вселенная») — онлайн-игра о трансформерах, разработанная компанией Jagex. Бета-версия была доступна с 2014 года вплоть до закрытия проекта в начале 2015 года.

## Обзор
Игроку предстоит командовать отрядом трансформеров, кооперируясь с игроками своей фракции и сражаясь с представителями противоположной для достижения некоторой цели. Для этого ему предоставится набор фронтов, у каждого из которых будет своя уникальная карта. Кроме этого в игре существует отдельная карта, которую можно исследовать, сражаться с врагами и общаться с представителями своей фракции.
Чтобы производить апгрейды существующих воинов и набирать новых, игроку предоставлен командный центр. Также оттуда можно отправляться на миссии или арены сражений с другими участниками.
Сама по себе механика боя достаточно проста — каждый трансформер обладает защитой и Искрой, при этом сначала урон наносится первой составляющей, а потом второй. В режиме робота обе характеристики постепенно восстанавливаются, если персонаж не подвергается атаке. Также все трансформеры обладают различными наборами способностей, которые могут быть активированы время от времени и существенно разнообразят игру.

## Появления
В игре появляются как хорошо известные по предыдущим канонам персонажи, так и множество новых, специально созданных для неё.
| Автоботы - Оптимус Прайм - Бамблби - Айронхайд - Праул - Арси - Рэтчет - Мелтдаун (англ. Meltdown) - Шоудаун (англ. Showdown) - Франт-Лайн (англ. Front-Line) - Катапульта (англ. Catapult) - Макро (англ. Macro) - Монсун (англ. Monsoon) - Триаж (англ. Triage) - Оверклок (англ. Overclock) - Спаркскэйп (англ. Sparkscape) - Рипро (англ. Ripraw) - Даблтэйк (англ. Doubletake) - Аномалия (англ. Anomaly) - Камео (англ. Cameo) - Вехиконы автоботов | Десептиконы - Мегатрон - Дастсторм - Броул - Баррикейд - Онслот - Кондит (англ. Conduit) - Шеллшок (англ. Shellshock) - Мисмэтч (англ. Mismatch) - Флэтлайн (англ. Flatline) - Хотвайр (англ. Hotwire) - Рэмпарт (англ. Rampart) - Драйв-Бай (англ. Drive-By) - Диабла (англ. Diabla) - Дэдхит (англ. Deadheat) - Астрея (англ. Astraea) - Дерэйл (англ. Derail) - Вехиконы (англ. Vehicons) - Террорконы (англ. Terrorcons) |

## Локации
- Игрок-автобот управляет действиями команды из командного центра, напоминающего базу автоботов в «Прайм».
- Первой из доступных игровых локаций оказывается заброшенный город Старый Джаспер, где можно проходить различные миссии, как с другими игроками, так и отдельно от них.
- Базой десептиконов является космический корабль Левиафан.

## Сюжет

### Автоботы
Проул приветствует нового командира и радуется тому, что он присоединился к автоботам, а затем предлагает бойцу собрать отряд, которым он станет командовать.

## Режимы игры

### Тренировка
При выходе из базы трансформер попадает в один из заброшенных городов, где может добывать энергон, убивать террорконов и уничтожать вражеские пушки. Сила врагов зависит от количества одновременно присутствующих на карте игроков.

### Мультиплеер
Собирается команда из нескольких игроков и отправляется в одну из локаций, где её встречает другая команда такой же численности. Трансформеры сражаются, пока игроки какой-либо из команд не будут побеждены заданное число раз.

### Meteor Storm
На поле падают несколько богатых энергией метеоритов, контроль над которыми приносит очки каждую секунду. Команды игроков сражаются за них, пока одна из команд не наберёт 1000 очков.

### Свободный
Сюжет миссий в данном случае не зависит от фракции.

#### Старый Джаспер
Трансформер использует земной мост, чтобы попасть в заброшенный город. Там ему предстоит спасти пару вехиконов, подлечить их и отправить на базу. Затем бойцы атакуют вражескую пушку и охраняющих её вехиконов, после чего справляются с подоспевшими террорконами.

## Закрытие проекта
Официально игра была закрыта 31 января 2015 года. В декабре 2014 года компания-разработчик Jagex подтвердила, что решение о закрытии Transformers Universe было сделано совместно с компанией Hasbro, владеющей лицензией на франшизу. Представитель компании Jagex сообщил, что все игроки, которые приобрели Founders Pack, а также те, кто купил реликтовые наборы и стартовые пакеты, получат возмещение.